# Pola śmierci

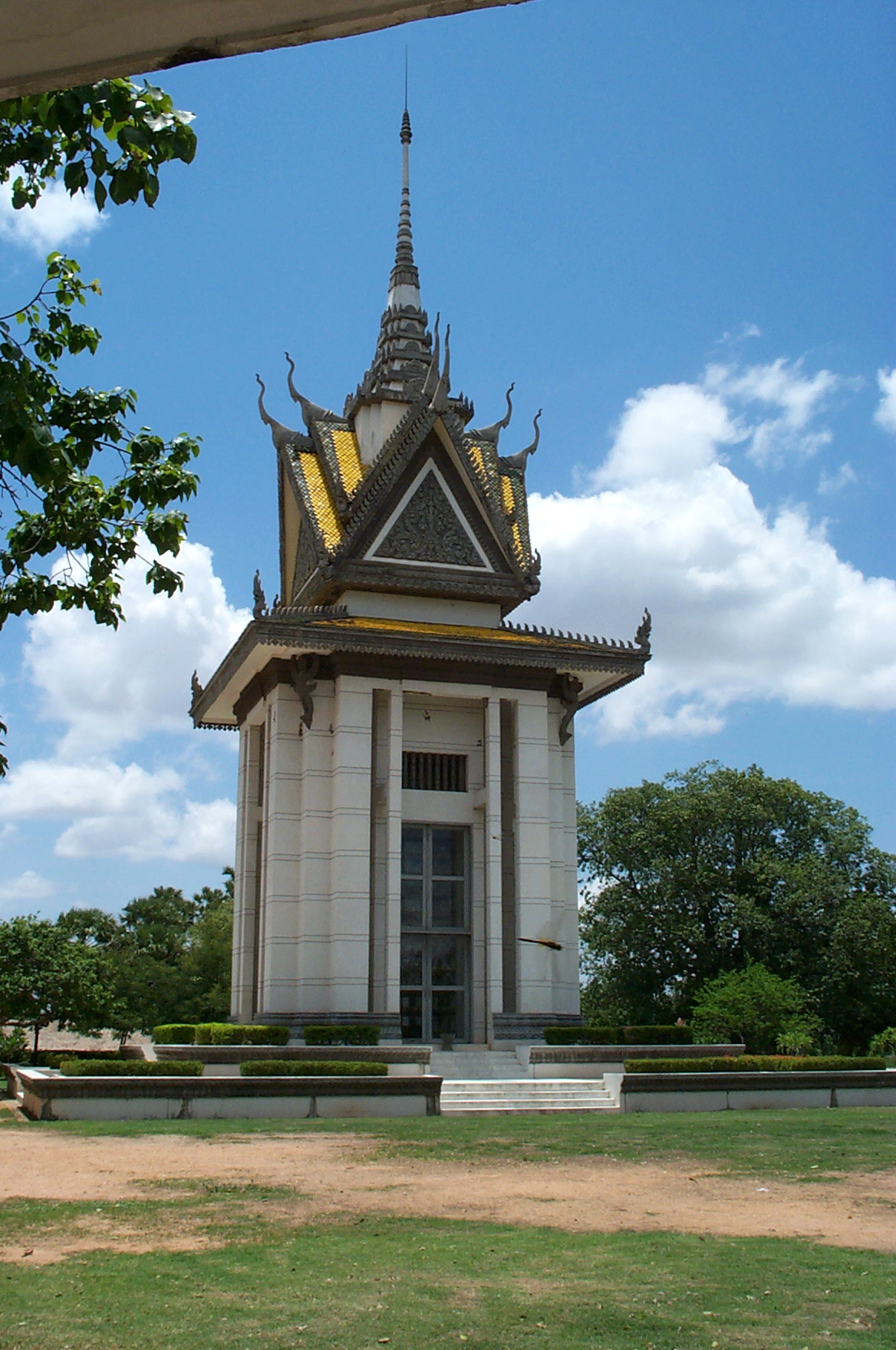
Wypełniona czaszkami stupa powstała dla upamiętnienia ofiar reżimu.

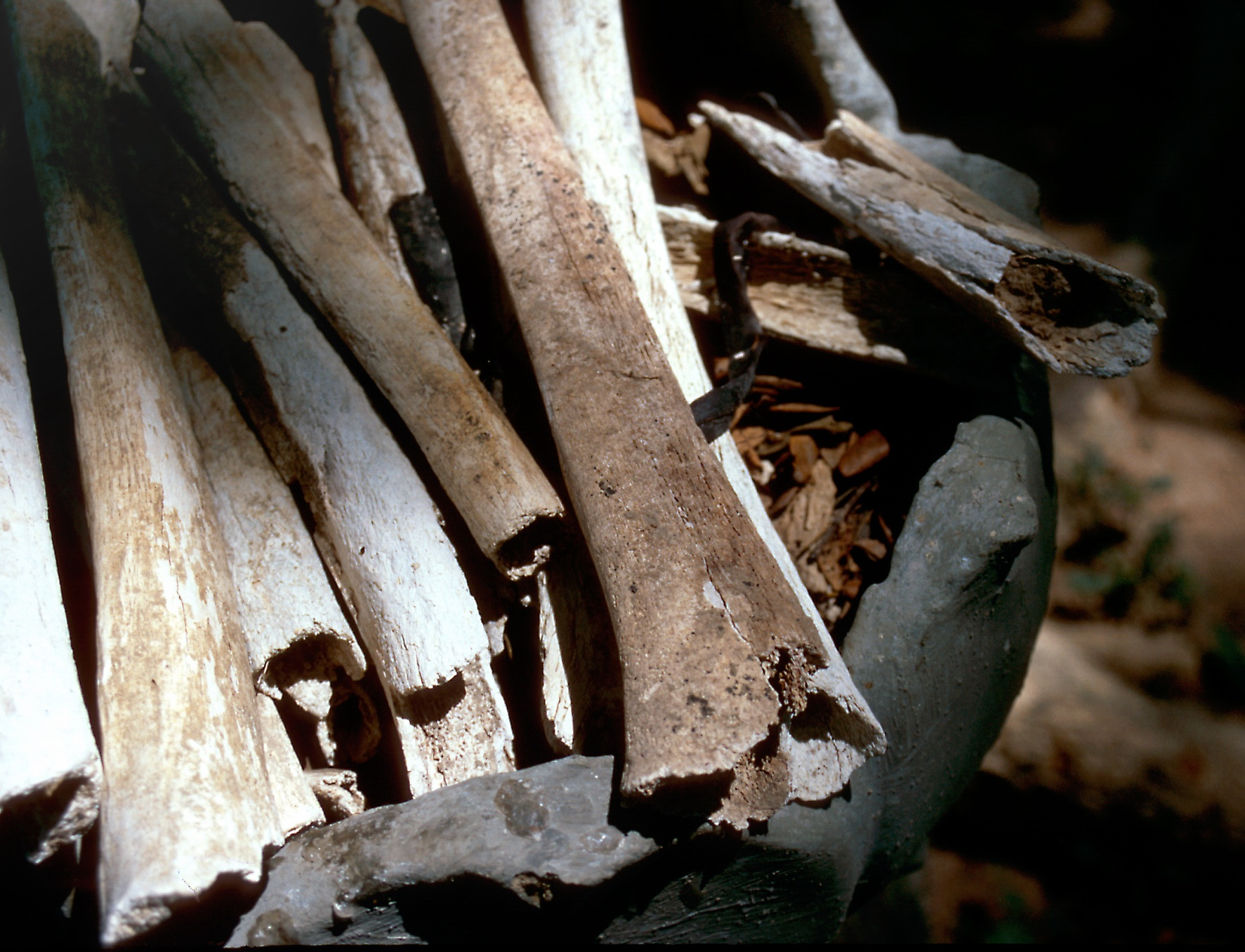
Kości dzieci zabitych przez Czerwonych Khmerów w Choeung Ek.

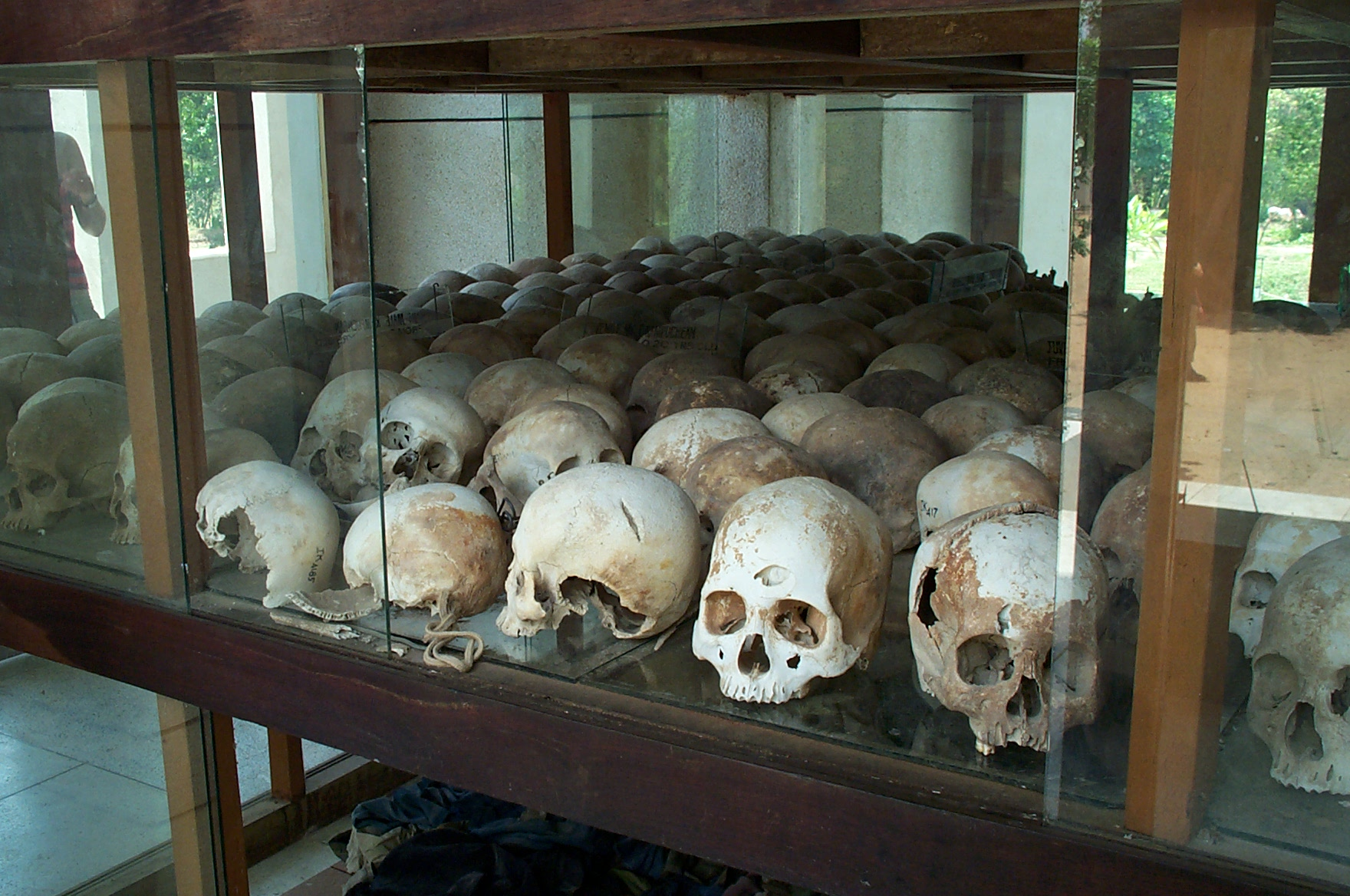
Czaszki z Pól śmierci

Pola śmierci – miejsca kaźni w Kambodży, gdzie masowo zabijano i grzebano ofiary reżimu podczas rządów Czerwonych Khmerów. Ludobójcze praktyki w Demokratycznej Kampuczy trwały od 1975 do obalenia Czerwonych Khmerów w 1979, w wyniku interwencji przeprowadzonej przez Wietnam. Liczbę ofiar ocenia się na 1,7 do 2,3 mln z ok. 7 mln mieszkańców kraju ogółem (tj. 25–35%).
Terror był ściśle związany z ideologią Czerwonych Khmerów, która miała w założeniach stworzenie nowego społeczeństwa i rustykalizację Kambodży. Wszystkich niepasujących do tej koncepcji czekała bezwzględna eksterminacja. Postępowanie sądowe za przestępstwa polityczne lub drobniejsze występki rozpoczynało się od ostrzeżenia. Ludzie, którzy otrzymywali więcej niż dwa ostrzeżenia, wysyłani byli do odbycia „reedukacji”, co oznaczało w praktyce niemal pewną śmierć. Często zachęcani byli do wyznania Khmerom (organizacji) swoich „przedrewolucyjnych przestępstw i stylu życia” (co zazwyczaj oznaczało jakąś formę aktywności wolnorynkowej albo kontaktu z zagranicą: amerykańskimi misjonarzami, międzynarodowymi organizacjami pomocy humanitarnej, zagranicznymi agencjami rządowymi, a nawet zwykłym obcokrajowcem), zapewniano, że organizacja im wybaczy, a „konto zostanie oczyszczone”. W rzeczywistości zabierano ich później do miejsc takich jak Tuol Sleng czy Choeung Ek na tortury lub w celu egzekucji.
Zabici chowani byli w masowych grobach. Ze względu na oszczędność amunicji egzekucje często przeprowadzano przy użyciu motyki, młotów, siekier, łopat, zaostrzonych kijów bambusowych lub plastikowych worków na śmieci (poprzez uduszenie). Gardła ofiar podrzynano chropowatymi liśćmi palmowymi, główki noworodków rozbijano o pnie drzew. Niektórym z ofiar kazano kopać własny grób – z powodu wycieńczenia kopali bardzo płytko. Żołnierze przeprowadzający egzekucje w większości byli nastolatkami chłopskiego pochodzenia, obojga płci.
Reżim Czerwonych Khmerów aresztował i zgładził prawie wszystkich podejrzanych o koneksje z obcymi lub poprzednim rządem, jak również inteligencję i przedstawicieli wolnych zawodów (w związku z tym przyjęto kryterium zabijania osób noszących okulary). Obiektem prześladowań byli Wietnamczycy, Chińczycy, Czamowie (muzułmanie), chrześcijanie oraz mnisi buddyjscy.
Najbardziej znane pole śmierci to Choeung Ek. Obecnie znajduje się tam buddyjskie miejsce upamiętnienia terroru. Oprócz niego znajdujące się w południowej dzielnicy Phnom Penh muzeum ludobójstwa Tuol Sleng wystawia wiele informacji na temat pól śmierci (m.in. fotografie zrobione podczas ekshumacji masowych grobów). Są one masowo odwiedzane przez turystów zagranicznych (ok. miliona osób rocznie).
W 1984 roku Brytyjczycy nakręcili film pt. Pola śmierci opowiadający o losach kambodżańskiego dziennikarza Ditha Prana, któremu udało się uciec z obozu. Film unaocznił międzynarodowej opinii publicznej skalę i charakter zbrodni, dodatkowo zwiększając turystykę związaną z martyrologią kraju. Muzea, ekspozycje i miejsca upamiętniające życie zbrodniarzy często kontrolują i czerpią z nich zyski wywodzące się z lat reżimu władze, a nawet bezpośrednio uczestniczący w zbrodniach Czerwoni Khmerzy.